# WTCC i Mexiko 2008
WTCC i Puebla 2008 kördes under 6 april 2008.

## Resultat Race 1
1. Jordi Gené, Spanien
2. Rickard Rydell, Sverige
3. Nicola Larini, Italien
4. Tom Coronel, Nederländerna
5. Gabriele Tarquini, Italien
6. Yvan Muller, Frankrike
7. Tiago Monteiro, Portugal
8. Alain Menu, Schweiz
9. Robert Huff, Storbritannien
10. Andy Priaulx, Storbritannien
11. Augusto Farfus Jr., Brasilien
12. Pierre-Yves Corthals, Belgien
13. Stefano D'Aste, Italien
14. Jörg Müller, Tyskland
15. Alessandro Zanardi, Italien
16. Félix Porteiro, Spanien
17. Sergio Hernandez, Spanien
18. Franz Engstler, Tyskland
19. Olivier Tielemans, Nederländerna
20. Andrey Romanov, Ryssland
21. Ibrahim Okyay, Turkiet

## Resultat Race 2
1. Tiago Monteiro, Portugal
2. Rickard Rydell, Sverige
3. Gabriele Tarquini, Italien
4. Yvan Muller, Frankrike
5. Jordi Gené, Spanien
6. Tom Coronel, Nederländerna
7. Alain Menu, Schweiz
8. Andy Priaulx, Storbritannien
9. Robert Huff, Storbritannien
10. Augusto Farfus Jr., Brasilien
11. Alessandro Zanardi, Italien
12. Jörg Müller, Tyskland
13. Pierre-Yves Corthals, Belgien
14. Stefano D'Aste, Italien
15. Sergio Hernandez, Spanien
16. Franz Engstler, Tyskland
17. Olivier Tielemans, Nederländerna
18. Andrey Romanov, Ryssland
19. Ibrahim Okyay, Turkiet
20. Félix Porteiro, Spanien